# Giuseppe Siboni
Giuseppe Siboni (Forlì, 27 de gener de 1780 – Copenhaguen, 28 de març de 1839) va ser un tenor italià, director d'òpera, director de cor i professor de cant.
Va començar la seva carrera al seu país natal el 1797 i va actuar als principals teatres d'òpera
italiana fins al 1818. De 1806 a 1809 va cantar amb èxit a Londres, i des de 1810 a 1814 va
estar a Viena, on va gaudir de l'amistat de Ludwig van Beethoven. Va tenir un paper
fonamental en la vida musical danesa des de 1819 fins a la seva mort el 1839. El 1819 es va
incorporar al Teatre Reial Danès de Copenhaguen, on va treballar primer com a cantant i
posteriorment com a director del cor d'òpera i director en cap. El 1825 va fundar el Reial Conservatori Superior de Música de Copenhaguen. Va estar casat tres vegades durant la seva
vida, el segon matrimoni amb la germana del poeta Franz von Schober. Del seu tercer
matrimoni va néixer un fill, el compositor i pianista Erik Anthon Valdemar Siboni (1828-1892).

## Vida i carrera professional
Siboni va estudiar cant a la seva ciutat natal, Forlì amb el castrato Sebastiano Folicaldi. Va fer el seu debut a l'òpera professional el 1797 amb 17 anys a Florència. Durant els següents anys va cantar amb diverses formacions d'òpera italiana, fent aparicions a Gènova, Milà i Praga, entre altres ciutats. Va fer el seu debut a La Scala el 26 de desembre de 1805 en el paper
d'Abenamet en l'estrena mundial de l'òpera Abenamet e Zoraide de Giuseppe Nicolini. Va
tornar a La Scala de Milà l'any següent per cantar el paper de Marco Orazio de l'òpera Gli Orazi e i Curiazi de Domenico Cimarosa.
Des de 1806 a 1809, Siboni va cantar durant tres temporades al King's Theatre de Londres. El
seu primer èxit de crítica la va aconseguir interpretant a Ruggero de l'òpera Il principe de Taranto de Ferdinando Paër, el 23 de desembre de 1806. Durant la temporada 1809-1810 va
tornar una altra vegada La Scala, on va obtenir un triomf molt especial amb l'heroi de l'estrena
de Raoul di Créqui, de Johann Simon Mayr, el 26 de desembre de 1809. Des del 1810 fins al 1814 va
treballar a Viena, on es va destacar en la interpretació de l'estrena de l'òpera Tremate, empi tremate de Ludwig van Beethoven, el 27 de febrer de 1814. Va ser molt admirat al Vienna
Hofoper en el paper de Licinio de l'òpera La Vestale de Gaspare Spontini, i en diverses òperes de Paër. El 1813 va actuar com a artista convidat a Praga i es va casar amb Luigia Fayl, la filla d'un banquer.
Siboni va tornar a Itàlia a finals de 1814 i va cantar a diversos Teatres per tot Itàlia, com el Teatro Argentina de Roma, el Teatre di San Carlo de Nàpols o el Teatre Comunale di Bologna
on va interpretar el paper d'Argirio en l'estrena de Tancredi de Gioachino Rossini, el 29 de gener de 1817.
En 1818 Siboni va fer diverses aparicions al Teatre Mariinsky de Sant Petersburg.
El 1819 es va unir a l'elenc de cantants del Teatre Reial Danès de Copenhaguen. En aquesta
ciutat, Hans Christian Andersen, que volia ser cantant, va fer amistat amb Siboni i va ser admès com a alumne de dansa al Teatre Reial.
El rei Christian VIII de Dinamarca que havia sentit cantar a Giuseppe Siboni l'any 1815 l'havia estat intentant reclutar, des d'aleshores, pel seu teatre. Siboni va ser honorat amb el títol de Kammersänger pel rei i nomenat director del Teatre Reial Danès, lloc que va ocupar fins a la seva mort el 1839.
El 1825 va fundar el Reial Conservatori Superior de Música de Copenhaguen. Alguns dels seus
alumnes més notables van ser Emilie da Fonseca, Isaac Albert Berg, Ida Henriette da Fonseca, 
Johanne Luise Heiberg i Peter Nicolaj Schram.